# 平涼縣
平涼縣，中國曾經設置的一個縣，在今甘肅省平涼市崆峒区。

## 沿革

### 北朝
北周建德元年（572年），割涇州平涼郡鶉陰縣置平涼縣，隸原州長城郡。

### 隋唐
隋朝開皇三年（583年）廢郡後，平涼縣直隸於原州。大業三年（607年），改原州為平涼郡，平涼縣仍隸之。
唐朝武德元年（618年），復平涼郡為原州，平涼縣仍隸之。天寶元年（742年），改原州為平涼郡，平涼縣仍隸之。乾元元年（758年），復平涼郡為原州，平涼縣仍隸之。
廣德元年（763年），平涼縣陷於吐蕃。貞元四年（788年），收復平涼縣，隸行原州。貞元十九年（803年），收復原州全境，平涼縣隸原州。元和三年（808年），原州治所陷於吐蕃，平涼縣改隸行渭州，為行渭州治所。廣明元年（880年），平涼縣再次陷於吐蕃。

### 五代
後唐清泰三年（936年），以故平涼之安國、耀武兩鎮復置平涼縣，隸涇州。後晉天福五年（940年），平涼縣改隸渭州，為渭州治所。

### 宋金
金朝天會八年（1130年），佔領南宋平涼縣。天會九年（1131年），賜予劉齊。天會十五年（1137年），廢劉齊，得平涼縣。天眷二年（1139年），歸還南宋，南宋升渭州為平涼府，仍治平涼縣。天眷三年（1140年），再次佔領平涼縣。正大八年（1231年），平涼縣陷於大蒙古國。

### 明清
明朝洪武二年（1369年），佔領平涼縣，仍為平涼府附郭縣。崇禎十六年（1643年），平涼縣陷於李自成。清朝順治二年（1645年），佔領平涼縣。

### 中華民國
民國2年（1913年）4月，廢除平涼府，設置隴東道，道尹駐平涼縣。民國3年（1914年）5月，隴東道改名涇原道，仍治平涼縣。民國16年（1927年），廢涇原道，平涼縣直隸於甘肅省。民國24年（1935年），甘肅省設置行政督察區，平涼縣為第二區專署駐地。
民國38年（1949年）7月30日，中国人民解放军占领平涼县。8月1日，平涼县人民政府成立，隸平涼分区行政督察专员公署。

### 中華人民共和國
1950年7月，割平涼縣城置平涼市。1951年4月，平涼分区行政督察专员公署改称平涼区专员公署，平涼县仍隸之。1955年，平涼区专员公署改称平涼专员公署，平涼县仍隸之。1955年6月，平涼县人民政府改称平涼县人民委员会。1958年12月20日，平涼县併入平涼市。
1964年6月5日，改平涼市为平涼縣。1968年2月29日，成立平涼县革命委员会。1969年10月，平涼专区改称平涼地区，革命委员会仍驻平涼县。1981年1月，平涼县撤销革命委员会，恢复人民政府。
1983年7月29日，撤销平涼县，恢复县级平涼市。

## 人口
- 1560年：0.9376万人
- 1650年：1.7914万人
- 乾隆中：14.76万人
- 1855年：1.7589万人
- 1925年：8.9530万人
- 1938年：11.0134万人
- 1948年：12.4963万人
- 1950年：18.4359万人
- 1955年：19.8177万人
- 1960年：20.8875万人
- 1965年：23.0868万人
- 1970年：28.2261万人
- 1975年：32.8018万人
- 1980年：34.9059万人
- 1983年：35.5657万人[9]

## 長官
平涼縣令（572年－763年）
- 张智寿（唐朝前期）[10]

平涼縣令（788年－880年）
- 王南薰[11]

平涼縣令/知平涼縣事（936年－1140年）
- 周仁俊（平涼縣令，974年－）[12]
- 吴雍（平涼縣令，治平初）[13]
- 马希道（平涼縣令，北宋後期）[14]

平涼縣令（1140年－1231年後）
平涼縣尹（1231年後－1369年）
- 八丹（1368年）

平涼縣知縣（1369年－1643年）
- 李斌（洪武中）
- 王桢（1371年－）
- 娄谦（成化中）
- 刘泰（1497年－）
- 孙侃（1503年－）
- 邢厚（1506年－）
- 秦由义（1512年－）
- 王民（1520年－）
- 张思诚（1525年－）
- 李性（1528年－）
- 俞敦（1530年－）
- 段士儒（1533年－）
- 王诩（1537年－）
- 胡相（1540年－）
- 吴汝贤（1543年－）
- 宋士龙（1545年－）
- 李蒙晓（1547年－）
- 牛宇（1554年－）
- 徐纯（1556年－）
- 萧世登（1559年－）

平涼縣令（1643年－1645年）
平涼縣知縣（1645年－1913年）
- 汪澐（1764年－）
- 陶淳（1771年－）
- 于方颍（乾隆中）
- 龚海峰（1788年－）
- 陈平伯（嘉庆中）
- 李焕然
- 崔国锦
- 余继城（1821年－）
- 赵质斌（道光中）
- 林杞材（道光中）
- 杨景彬（道光中）
- 杨景亮（道光中）
- 黄崇礼（1851年－）
- 张仁源（1862年－）
- 王启春（1869年－）
- 龙惠昌
- 孙承弼（1875年－）
- 余泽春（1876年－）
- 张珩（1878年－）
- 朱铣（1881年）
- 黄承荃（1881年－）
- 陈延芬（1882年）
- 张润（1882年－）
- 高心佰（1887年－）
- 别莹
- 唐受相（1890年－）
- 奎绂
- 刘廷璜
- 赵先矩
- 张时熙
- 杨鼎新
- 易策谦（1900年－）
- 高光斗
- 卢求古（1904年－）
- 阮士惠（1906年－）
- 廖元佑
- 李继训（1910年－）
- 彭笃年（1911年－1913年）

平涼縣知事（1913年－1927年）
- 彭笃年（1913年）
- 徐菱舟（1913年－）
- 张文泉
- 邓毓祯（1915年－）
- 李联庆
- 凤来旗
- 许苍霜
- 张治
- 李继诏
- 陆思泰
- 李朝杰（1926年－1927年）

平涼縣縣長（1927年－1949年）
- 冯世辅（1927年－）
- 赵露珍（兼，1928年－）
- 李增禄（1929年11月－）
- 邓德堂（兼，1930年）
- 杨承基（兼，1930年4月－）
- 陈鸿模（1930年6月－）
- 董瑞生（1932年2月－）
- 王幹候（1932年12月－）
- 熊芝颐（1933年7月－）
- 汪凯（1934年7月－）
- 范朴斋（兼，1935年1月－）
- 刘兴沛（兼，1936年9月－）
- 胡公冕（兼，1937年5月－）
- 程汝继（1938年3月－）
- 孙振帮（1939年5月－）
- 马继周（兼，1941年12月－）
- 祝毓（1942年5月－）
- 王亲师（1944年3月－）
- 姚佑生（1946年3月－）

平涼縣人民政府縣長（1949年－1955年）
- 向景义（代，1949年8月1日－2日）
- 王子厚（兼，1949年8月3日－27日）
- 钟仰高（1949年8月27日－1950年4月）
- 张续堂（1950年4月－1952年10月）
- 赵玉玺（1952年10月－1953年3月）
- 陈彬（1953年3月－1954年7月）
- 孙作德（1955年3月－6月）

平涼縣人民委員會縣長（1955年－1958年）
- 孙作德（1955年6月－1956年9月）
- 杨致远（1956年9月－1958年9月）

平涼縣人民委員會縣長（1964年－1967年）
- 薛维亮（1964年6月－1967年10月）

平涼縣革命委員會主任（1968年－1981年）
- 杨志英（1968年2月－1969年8月）
- 郝国柱（1969年8月－1972年3月）
- 车文书（1972年3月－1973年10月）
- 孙建璋（1973年10月－1974年10月）
- 丁泽生（1974年10月－1978年2月）
- 白宗辉（1978年2月－11月）
- 安长贵（1978年11月－1980年12月）
- 王晓（1980年12月－1981年1月）

平涼縣人民政府縣長（1981年－1983年）
- 王晓（1981年1月－1983年10月）[8]